# Sai (arma)
El sai és una arma japonesa d'origen okinawenc. Es creu que va ser una eina agrícola que es va convertir en arma, però també s'afirma que va evolucionar des d'un principi com una arma. La seva forma bàsica és la d'una daga sense fil però amb una aguda punta, amb dues llargues proteccions laterals ('guarda mans' o tsuba en japonès) també punxegudes, unides a l'empunyadura. Els sai es construeixen de variades formes, en alguns, la punta central és rodona i llisa, mentre que altres és octagonal. El tsuba és tradicionalment simètric, amb les dues puntes apuntant cap al front, però hi ha algunes variacions del sai. En el disseny del Manji Sai desenvolupat per Taira Shinken les puntes estan oposades, és a dir, una punta cap al front i una altra cap enrere. Una altra variant és el jitter, que va ser molt usat per la policia japonesa en el període del Edo, aquest té només una punta al tsuba en la mateixa direcció de la punta principal.